# پاول ویسنر
پاول ویسنر (انگلیسی: Paul Wiesner; ۹ اکتبر ۱۸۵۵ – ۱ اکتبر ۱۹۳۰) قایقران قایق بادبانی اهل آلمان بود.